# Rhys Norrington-Davies
Rhys Llewelyn Norrington-Davies (Riyad, 22 april 1999) is een Welsh voetballer die doorgaans speelt als linksback. In augustus 2021 debuteerde hij voor Sheffield United. Norrington-Davies maakte in 2020 zijn debuut in het Welsh voetbalelftal.

## Clubcarrière
Norrington-Davies speelde in de jeugd van Bow Street, Aberystwyth Town en Merstham, voor hij in de opleiding van Swansea City terechtkwam. Hier speelde hij tot 2017, toen Sheffield United hem overnam. Door die club werd de verdediger in september 2018 voor een maand verhuurd aan Barrow. Deze verhuurperiode werd later verlengd tot het einde van het seizoen. Het seizoen 2019/20 bracht hij vervolgens op huurbasis door bij Rochdale. Luton Town was de derde club die Norrington-Davies huurde, in september 2020. Na een half seizoen werd de verhuurperiode afgebroken, waarna Sheffield hem verhuurde aan Stoke City. Na dat halve seizoen keerde hij terug bij Sheffield United, waar hij op 10 augustus 2021 in de EFL Cup tegen Carlisle United (1–0 winst) zijn debuut maakte voor de club. Zijn verbintenis werd in augustus 2024 opengebroken en met twee seizoenen verlengd tot medio 2027.

## Clubstatistieken
| Seizoen | Club             | Competitie      | Competitie | Competitie | Beker | Beker | Internationaal | Internationaal | Totaal | Totaal |
| Seizoen | Club             | Competitie      | Wed.       | Dlp.       | Wed.  | Dlp.  | Wed.           | Dlp.           | Wed.   | Dlp.   |
| ------- | ---------------- | --------------- | ---------- | ---------- | ----- | ----- | -------------- | -------------- | ------ | ------ |
| 2017/18 | Sheffield United | Championship    | 0          | 0          | 0     | 0     | —              | —              | 0      | 0      |
| 2018/19 | → Barrow         | National League | 28         | 0          | 1     | 0     | —              | —              | 29     | 0      |
| 2019/20 | → Rochdale       | League One      | 27         | 1          | 7     | 0     | —              | —              | 34     | 1      |
| 2020/21 | → Luton Town     | Championship    | 18         | 0          | 4     | 0     | —              | —              | 22     | 0      |
| 2020/21 | → Stoke City     | Championship    | 20         | 1          | 0     | 0     | —              | —              | 20     | 1      |
| 2021/22 | Sheffield United | Championship    | 24         | 0          | 2     | 0     | —              | —              | 26     | 0      |
| 2022/23 | Sheffield United | Championship    | 15         | 0          | 0     | 0     | —              | —              | 15     | 0      |
| 2023/24 | Sheffield United | Premier League  | 5          | 0          | 2     | 0     | —              | —              | 7      | 0      |
| 2024/25 | Sheffield United | Championship    | 0          | 0          | 1     | 0     | —              | —              | 1      | 0      |
| Totaal  | Totaal           | Totaal          | 138        | 2          | 16    | 0     | 0              | 0              | 154    | 2      |

Bijgewerkt op 21 augustus 2024.

## Interlandcarrière
Norrington-Davies maakte zijn debuut in het Welsh voetbalelftal op 14 oktober 2020, toen een Nations League-wedstrijd gespeeld werd tegen Bulgarije. Door een doelpunt van Jonny Williams won Wales met 0–1. Norrington-Davies mocht van bondscoach Ryan Giggs in de basis beginnen en hij speelde het gehele duel mee. Norrington-Davies werd in mei 2021 door bondscoach Rob Page opgenomen in de selectie van Wales voor het uitgestelde EK 2020. Op het toernooi werd Wales in de achtste finales uitgeschakeld door Denemarken (0–4), nadat het in de groepsfase had gelijkgespeeld tegen Wales (1–1), gewonnen van Turkije (0–2) en verloren van Italië (1–0). Norrington-Davies kwam niet in actie. Zijn toenmalige teamgenoten Joe Allen en Adam Davies (beiden eveneens Wales) waren ook actief op het EK. Op 8 juni 2022 maakte hij zijn eerste doelpunt, tijdens zijn tiende interlandoptreden. In de UEFA Nations League werd gespeeld tegen Nederland. Teun Koopmeiners zette dat land op voorsprong, maar met een rake kopbal zorgde Norrington-Davies in de tweede minuut van de blessuretijd voor de gelijkmaker. In het restant van de blessuretijd scoorde Wout Weghorst nog, waardoor Nederland met 1–2 won.
| Interlands van Rhys Norrington-Davies voor Wales | Interlands van Rhys Norrington-Davies voor Wales | Interlands van Rhys Norrington-Davies voor Wales | Interlands van Rhys Norrington-Davies voor Wales | Interlands van Rhys Norrington-Davies voor Wales | Interlands van Rhys Norrington-Davies voor Wales |
| №                                                | Datum                                            | Wedstrijd                                        | Uitslag                                          | Competitie                                       | Goals                                            |
| Als speler bij Luton Town                        | Als speler bij Luton Town                        | Als speler bij Luton Town                        | Als speler bij Luton Town                        | Als speler bij Luton Town                        | Als speler bij Luton Town                        |
| ------------------------------------------------ | ------------------------------------------------ | ------------------------------------------------ | ------------------------------------------------ | ------------------------------------------------ | ------------------------------------------------ |
| 1                                                | 14 oktober 2020                                  | Bulgarije – Wales                                | 0 – 1                                            | Nations League 2020/21                           |                                                  |
| 2                                                | 15 november 2020                                 | Wales – Ierland                                  | 1 – 0                                            | Nations League 2020/21                           |                                                  |
| 3                                                | 18 november 2020                                 | Wales – Finland                                  | 3 – 1                                            | Nations League 2020/21                           |                                                  |
| Als speler bij Stoke City                        |                                                  |                                                  |                                                  |                                                  |                                                  |
| 4                                                | 27 maart 2021                                    | Wales – Mexico                                   | 1 – 0                                            | Vriendschappelijk                                |                                                  |
| 5                                                | 5 juni 2021                                      | Wales – Albanië                                  | 0 – 0                                            | Vriendschappelijk                                |                                                  |
| Als speler bij Sheffield United                  |                                                  |                                                  |                                                  |                                                  |                                                  |
| 6                                                | 1 september 2021                                 | Finland – Wales                                  | 0 – 0                                            | Vriendschappelijk                                |                                                  |
| 7                                                | 29 maart 2022                                    | Wales – Tsjechië                                 | 1 – 1                                            | Vriendschappelijk                                |                                                  |
| 8                                                | 1 juni 2022                                      | Polen – Wales                                    | 2 – 1                                            | Nations League 2022/23                           |                                                  |
| 9                                                | 5 juni 2022                                      | Wales – Oekraïne                                 | 1 – 0                                            | WK 2022 kwalificatie                             |                                                  |
| 10                                               | 8 juni 2022                                      | Wales – Nederland                                | 1 – 2                                            | Nations League 2022/23                           | 90+2'                                            |
| 11                                               | 11 juni 2022                                     | Wales – België                                   | 1 – 1                                            | Nations League 2022/23                           |                                                  |
| 12                                               | 22 september 2022                                | België – Wales                                   | 2 – 1                                            | Nations League 2022/23                           |                                                  |
| 13                                               | 25 september 2022                                | Wales – Polen                                    | 0 – 1                                            | Nations League 2022/23                           |                                                  |

Bijgewerkt op 21 augustus 2024.